# استیون ام. یانگ
استیون ام. یانگ (به انگلیسی: Stephen M. Young) سناتور سابق عضو حزب دموکرات ایالات متحده آمریکا بود. وی در سال ۱۹۵۹ تا ۱۹۷۱ میلادی سناتور ایالت اوهایو در سنای ایالات متحده آمریکا بود.